# Zelotes spinulosus
Zelotes spinulosus este o specie de păianjeni din genul Zelotes, familia Gnaphosidae, descrisă de Denis, 1958.
Este endemică în Afghanistan. Conform Catalogue of Life specia Zelotes spinulosus nu are subspecii cunoscute.